# Kehler FV
Der Kehler FV (offiziell: Kehler Fußballverein 07 e. V.) ist ein Sportverein in Kehl. Die erste Fußballmannschaft spielte von 2008 bis 2016 in der Oberliga Baden-Württemberg. Der Verein hat etwa 800 Mitglieder, davon 700 aktive. Er ist Partnerverein von Racing Straßburg.

## Fußballabteilung

### Geschichte
Der Verein wurde im Jahr 1907 gegründet und besaß ab den 1930er Jahren mit den Sparten Fußball und Leichtathletik zwei Hauptabteilungen.
Die Fußballabteilung spielte im Jahr 1937 in der damals höchsten deutschen Spielklasse (Gauliga) zusammen mit renommierten Vereinen wie z. B. dem SV Waldhof Mannheim. In den 1950er Jahren zählte der Kehler FV zu den Spitzenklubs Südbadens. So gewann man 1957 den Südbadischen Pokal. Bis 1966 spielte der Kehler FV in der damals drittklassigen 1. Amateurliga Südbaden. Diese Spielklasse erreichte der „KFV“ nochmals von 1970 bis 1974. In den folgenden Jahrzehnten verzeichnete der Verein mehrere Auf- und Abstiege zwischen der Verbandsliga und Landesliga. Erst in der Saison 2007/08 schaffte man unter Trainer Bora Markovic, der den Klub 16 Jahre als Trainer begleitete, als Vizemeister der Verbandsliga Südbaden durch Siege in der Aufstiegsrelegation den Sprung in die nun fünftklassige Oberliga Baden-Württemberg. Dort konnte sich der Klub in den Folgejahren etablieren und erreichte in der Saison 2012/13 zum ersten Mal einen einstelligen Tabellenplatz. Nach acht Jahren Oberliga-Fußball stieg der Verein nach der Saison 2015/16 wieder in die Verbandsliga Südbaden ab. Zwar erreichte Kehl den 14. Tabellenrang, dieser reichte in diesem Jahr allerdings nicht mehr zum Klassenerhalt aus, da überdurchschnittlich viele Klubs aus Baden-Württemberg aus der 3. Liga und der Regionalliga Südwest abgestiegen waren. In den beiden Folgenjahre erreichte der Kehler FV einstelligen Tabellenplätze in der Verbandsliga Südbaden, ohne dabei um den Wiederaufstieg in die Oberliga eine Rolle gespielt zu haben. Nach der Saison 2022/23 musste man als 16. wieder in die Landesliga.

### Erfolge
- Südbadischer Pokalsieger 1956/57
- Meister Bezirksliga Offenburg  1981/82 / 1999/2000
- Meister Landesliga Südbaden 1982/83  2000/2001 2005/06
- Vizemeister Landesliga Südbaden 2002/2003 Aufstieg Verbandsliga Südbaden in der Relegation gegen SV Waldkirch (1:0) und FC Wollmatingen (2:0)
- Vizemeister Verbandsliga Südbaden 2007/08
- Aufstieg in die Oberliga BW zur Saison 2008/09 (3:1-Sieg gegen Amicitia Viernheim, 2:4-Niederlage gegen den FV Illertissen)

### Ligenzugehörigkeit
Seit 1990 verzeichnete der Verein zehn Auf- oder Abstiege und pendelte dabei zwischen der Bezirksliga Offenburg und der Oberliga Baden-Württemberg. Bis zur Einführung der 3. Liga 2008 war die Verbandsliga Südbaden die fünfthöchste Spielklasse, die Landesliga 1 die sechste Klassenstufe, und die Bezirksliga siebtklassig. Ab 2008 rutschen alle diese Ligen eine Stufe herab.

### Ehemalige Trainer
- Gerhard Zeeb
- 01.07.1998 – 30.06.2014: Bora Markovic
- 01.07.2014 – 18.01.2016: Helmut Kröll
- 19.01.2016 – 22.04.2017: Alexander Hassenstein
- 23.04.2017 – 30.06.2017: Philipp Henches/Joachim Kampmann (Interim)
- 01.07.2017 – 30.06.2018: Heinz Braun
- 01.07.2018 – .0010.2018: Karim Matmour
- .0010.2018 – .0005.2019: Heinz Braun
- 01.07.2019 – 30.06.2022: Frank Berger
- 01.07.2022 – 12.11.2022: Christian Faulhaber
- 13.11.2022 – 30.06.2023: Bora Markovic
- 01.07.2023 – 01.12.2024: Marcel Stern
- ab 09.12.2024 Karsten Kalt

### Stadion
Der Kehler FV trägt seine Heimspiele seit 1965 im 12.000 Zuschauer (davon 630 überdachte Tribünenplätze) fassenden Rheinstadion aus. Dort stehen zwei Rasenplätze, ein Kunstrasenplatz und eine Tartanbahn zur Verfügung. Ebenfalls befindet sich auf dem Gelände die Geschäftsstelle des Kehler FV.

## Weitere Sportarten

### Leichtathletik
Die Leichtathletikabteilung dominierte vor allem in den 1960er und 1970er Jahren das Vereinsgeschehen. In dieser Zeit errang Bernd Schwer den Titel des Deutschen Jugendmeisters sowohl auf der 100-Meter- als auch der 200-Meter-Strecke. Georg Nückles wurde u. a. 1972 Halleneuropameister beim 400-Meter-Lauf in Grenoble, 1972 und 1973 Deutscher Hallenmeister und nahm an den Olympischen Sommerspielen 1972 in München teil.

### Badminton
Die Badminton-Abteilung ist seit 1989 aktiv und spielte zwischen 1996 und 2005 in der achtklassigen Bezirksliga des Ligensystems im Badminton. Seither ist die Abteilung wegen Spielermangel nur als Hobbysparte organisiert.

### Capoeira
Der KFV ist hier ein Kooperationspartner des Meia Lua Inteira Offenburg e. V., einer an mehreren Standorten Deutschlands aktiven Gruppe der brasilianischen Kampfkunst Capoeira.

### Sonstiges
- Inlineskaten
- Breitensport

## Bekannte ehemalige Vereinsangehörige
- Dieter Eckstein – spielte nach seiner Jugendzeit beim KFV u. a. für den 1. FC Nürnberg, den FC Schalke 04, Eintracht Frankfurt und für die deutsche Fußballnationalmannschaft.
- Yannick Imbs – Schaffte 2011 den Sprung zum Drittligisten SV Sandhausen
- Reinhold Jackstell, 1966/67 Trainer
- Georg Nückles – Goldmedaillengewinner im 400-Meter-Lauf bei den Halleneuropameisterschaften 1972.
- Rainer Schütterle – Ausgebildet in der KFV-Jugend, spielte später für den Karlsruher SC (dessen Vizepräsident er auch wurde), den VfB Stuttgart oder auch den MSV Duisburg.
- Martin Wagner – Spielte für die deutsche Fußballnationalmannschaft und wurde Deutscher Meister mit dem 1. FC Kaiserslautern.
- Ernst Willimowski
- Robert Wurtz
- Jürgen Assenmacher – späterer Amateurspieler beim 1. FC Nürnberg und auch beim TSV Vestenbergsgreuth[3]
- Bora Markovic – Trainer von 1997 bis 2014, mit dem der Verein den Sprung in die Oberliga Baden-Württemberg erreichte.